# کوجی نیشیمورا
کوجی نیشیمورا (انگلیسی: Koji Nishimura؛ زادهٔ ۷ ژوئیهٔ ۱۹۸۴) بازیکن فوتبال اهل ژاپن است.
از باشگاه‌هایی که در آن بازی کرده‌است می‌توان به باشگاه فوتبال ناگویا گرامپوس اشاره کرد.